# Vestafrikansk løve
Den vestafrikanske løve (latin: Panthera leo senegalensis) er en underart af løven, der lever i de vestafrikanske lande Benin, Burkina Faso, Niger, Nigeria og Senegal. Undersøgelser fra 2014 tyder på, at der nu kun findes omkring 400 individer tilbage i naturen, inklusiv unge dyr.